# 谷本ヨーコ
谷本 ヨーコ（たにもと ようこ ）は、日本のイラストレーター。大分県出身。写真家の家で育つ。バンタンデザイン専門学校卒業。

## 経歴
1995年より、イラストレーターとしてスタートする。リクルートのケイコとマナブや、ファッション雑誌『VOGUE』のイラストを手がけ、知名度を上げる。シチズンやエフエム東京、ソフトバンクの広告のイラストを製作する。日本各地で、個展を開く。
色彩感覚が豊かで、都会的センスに富んだイラストとして、人気が高い。
イラストレーター業のかたわら、アンティーク家具や高級雑貨などを扱うインテリアショップを、夫と共同経営している。

## 著書
- 『ニューヨークオーナーズ アスペクト』 ISBN 978-4757211926